# Митник Зіновій Миколайович
Зіно́вій Микола́йович Ми́тник (нар. 2 вересня 1954 р., м. Сколе, Львівської області) — доктор медичних наук, доцент. Міністр охорони здоров'я України (11 березня 2010 — 21 грудня 2010).

## Біографічна довідка
У 1977 році закінчив Львівський медінститут за спеціальністю «лікувальна справа».
1977—1978 — Лікар-інтерн (терапевт) Коломийської центральної райлікарні (Івано-Франківська область).
1978—1994 — Лікар-ординатор терапевтичного відділення, головний лікар інфекційної лікарні, заступник головного лікаря Коломийської центральної райлікарні.
1994—1996 рр.. — Начальник "Управління охорони здоров'я Управління соціального захисту медицини та маркетингу виконкому Івано-Франківської облради народних депутатів.
1996—1998 — Головний лікар Івано-Франківської обласної клінічної лікарні.
1998—2002 — Голова Івано-Франківської облради.
2002—2003 — В.о. першого заступника, перший заступник Івано-Франківської облдержадміністрації.
2003—2008 — Головний лікар Клінічної лікарні «Феофанія» Державного управління справами.
2008—2010 — Заступник Міністра охорони здоров'я України в уряді Юлії Тимошенко.
11 березня 2010 призначений Міністром охорони здоров'я в уряді Миколи Азарова.
21 грудня 2010 року указом Президента України В. Ф. Януковича звільнений з посади Міністра охорони здоров'я України.

## Наукова діяльність
В 1998 році захистив дисертацію на здобуття наукового ступеня кандидата медичних наук за спеціальністю 14.01.02 — Вутрішні хвороби на тему: «Корекція синдрому портальної системної енцефалопатії та порушень оксидазно-антиоксидантної системи при хронічних дифузних захворюваннях печінки». В грудні 2003 році захистив дисертацію на здобуття наукового ступеня доктора наук за спеціальністю 14.01.02 — Вутрішні хвороби на тему: «Остеопороз і остеопенічний синдром при хронічних захворюваннях печінки: чинники ризику, механізми розвитку, діагностика, лікування». Науковим консультантом була д.мед.н., професор І. Ю. Головач, що нині працює в Клінічній лікарні «Феофанія».
З. М. Митник автор і співавтор більше як 100 наукових праць, 2 патентів на винаходи, 2-х монографій, 1 навчального посібника.

## Почесне звання
Заслужений лікар України.

## Нагороди
- Орден "За заслуги" ІІ та ІІІ ступенів.

## Виноски
1. ↑  «Генерали» і «солдати» армії Азарова*. Архів оригіналу за 16 березня 2016. Процитовано 16 березня 2010.
2. ↑  Указ Президента України № 1149/2010 від 21 грудня 2010 року «Про звільнення З.Митника з посади Міністра охорони здоров'я України». Архів оригіналу за 24 грудня 2010. Процитовано 21 грудня 2010.